# Сеньор Друпи
«Сеньор Друпи» (англ. Señor Droopy) — серия короткометражек аниматора Текса Эйвери, снятая на американской кинокомпании Metro-Goldwyn Mayer (MGM). Первый мультфильм, в котором персонаж Эйвери, маленький унылый антропоморфный пёс породы бассет-хаунд, появляется под своим постоянным именем — Друпи. Премьера фильма состоялась 9 апреля 1949 года.
Мультфильмы о Друпи примечательны тем, что они надолго запомнились зрителям. О режиссёре и создании персонажа подробно рассказывает американский писатель, продюсер анимации, профессор и автор более 15 книг по истории анимации Джерри Бек (англ. Jerry Beck) в книге «50 величайших мультфильмов: выбрано 1000 профессионалами в области анимации». Книга была опубликована в 1994 году и составлена из статей и рейтингов пятидесяти высоко оцененных короткометражных анимационных фильмов, снятых в Северной Америке, а также о других мультфильмах, запомнившихся зрителям.

## История
Первое появление бассет-хаунда Друпи с обманчивым унылым видом состоялось с выходом мультфильма «Друпи — охотник за преступником» или «Тупой». Официально он не носил имя Друпи до выхода короткометражки «Senor Droopy» в 1949 году. С этим персонажем была создана серия из 20 мультфильмов, вошедших в Золотой век американской анимации. Эйвери снял 18 короткометражек с грустным псом в главной роли.
Мультипликационный персонаж Друпи — антропоморфная собака с обвисшей мордой, получившая в соответствии с внешним видом название «упавший духом, поникший». Был придуман в 1943 году Тексом Эйвери для серии короткометражных мультфильмов, выпущенных на мультипликационной студии Metro-Goldwyn-Mayer (MGM). Кроткая собака была, возможно, одним из самых запоминающихся анимационных персонажей всех времён и самым известным персонажем, созданным на MGM. 
Мультфильмы с персонажем Друпи, самым известным творением Эйвери, созданным им на MGM, неизменно появляются на большом экране исторического театра Алекса (англ. Alex Theatre) в Глендейле на ежегодном кинофестивале анимационных короткометражек «Золотой век Голливуда».
В мае 2007 года один из крупнейших концернов по производству фильмов и телесериалов в США Warner Bros. выпустил несколько DVD дисков «Друпи Текса Эйвери». Полная коллекция мультфильмов сопровождается документальной ретроспективой «Друпи и друзья: смех в ответ», рассказывающей об основных моментах создания культового персонажа художником, артистом и автором Тексом Эйвери.

## Сюжет
На арене боя быков в Мексике встречаются Волк-чемпион и претендент Друпи. Они соревнуются в корриде за возможность встречи с красоткой с журнальной обложки. Друпи храбро пытается выглядеть лучше Волка в противостоянии с быком. В какой-то момент, когда, казалось бы, победа Волка уже была близка, бык отправляет Волка вдаль мощным ударом. Тогда Друпи бросает вызов победившему быку, но тот не воспринимает маленького пса всерьёз, а когда видит в его лапах журнал с красоткой на обложке, и вовсе начинает издеваться, пририсовывая к портрету усики. Тут Друпи приходит в ярость, его силы умножаются, и он вырубает быка. Став новым чемпионом, Друпи встречается с красоткой и, обращаесь к зрителям, говорит: «Знаете что? Я счастлив».
Персонажи
- Друпи — на этот раз в качестве тореадора, бросающего вызов чемпиону;
- Волк — чемпион, которому бросает вызов Друпи;
- Бык — довольно симпатичный бык, которого все боятся. Быка озвучил сам Текс Эйвери;
- Рефери поединка — бородатый мексиканец;
- Красотка — американо-мексиканская актриса и певица Лина Ромэй. Появляется в фильме посредством совмещения анимации и живой съемки.

## Съёмочная группа
- Режиссёр — Текс Эйвери
- Продюсер — Фред Куимби
- Аниматоры — Престон Блэр, Боб Кэннон, Уолтер Клинтон, Майкл Ла, Грант Симмонс
- Музыка — Скотт Брэдли

## One Droopy Knight
Сюжетная канва из серии мультфильмов и некоторые гэги были воспроизведены в короткометражке One Droopy Knight 1957 года. В ней Друпи в образе рыцаря (сэр Друпалот) соревнуется со своим постоянным соперником псом Бутчем (сэр Бутчалот) за руку и сердце дочери короля. Соперники поочередно пытаются победить Дракона, и в итоге Друпи одерживает победу тем же образом, что и в Señor Droopy. Фильм One Droopy Knight — одна из последних короткометражек классического цикла о флегматичном псе, сделанная уже после ухода Текса Эйвери с MGM, и её анимация значительно отличается от фильма 1949 года.

## Память
По мнению обозревателей и критиков, возможно, серия мультфильмов  Señor Droopy — одна из лучших. В одной из короткометражек о корриде показаны волк — самоуверенный тореадор, и Друпи — его неудачливый соперник. Оба влюблены в мексиканскую кинозвезду — певицу Лину Ромэй, но, конечно, побеждает Друпи: последняя сцена показывает кадры, в которых сегодня забытая кинозвезда гладит счастливого героя. По мнению актёра озвучания Кейта Скотта — это единственный мультфильм, который хорошо помнит и знает современная аудитория. 
Восхищение зрителей вызывает большое количество авторских находок — смешных сцен и забавных ситуаций, построенных по странной и оригинальной логике режиссёра-мультипликатора Тэкса Эйвери. Примером уникальной логики Эйвери может быть следующая шутка: когда бык убегает через створки деревянных дверей, волк закрывает их как положено, а в следующей сцене — складывает вертикально, уменьшая их размер вдвое. Он продолжает это делать, пока большие двери не превращаются в крошечный куб, который он небрежно бросает через плечо. Куб быстро разворачивается до размеров оригинальных дверей, они открываются, обнажая лестницу в подвал, из которой бык устремляется обратно на арену. 
Авторы рецензии называют фильм небезупречным, указывая на недостатки (превращение волка из сверхуверенного в паническое существо не совсем убедительно, также Эйвери повторно использует шутку из мультфильма «Дикий и Волкастый» (1945), которая не так уместна на арене), но это, по их мнению, не умаляет достоинства мультфильма.